# Favuselloidea
Favuselloidea, tradicionalmente denominada Favusellacea, es una superfamilia de foraminíferos planctónicos del suborden Globigerinina y del orden Globigerinida. Es considerado un sinónimo subjetivo posterior de la superfamilia Rotaliporoidea. Su rango cronoestratigráfico abarca desde el Bathoniense (Jurásico medio) hasta el Cenomaniense inferior (Cretácico superior), aunque algunos autores sitúan su primer registro en el Rhaetiense (Triásico superior), 

## Discusión
Clasificaciones previas incluían los taxones de Favuselloidea en la superfamilia Rotaliporoidea.

## Clasificación
Favuselloidea incluye a las siguientes familias:
- Familia Conoglobigerinidae †
- Familia Favusellidae †
- Familia Globuligerinidae †

Otra familia considerada en Favuselloidea es:
- Familia Sphaerogerinidae †